# Attack the Block
Attack the Block ist eine britische Science-Fiction-Actionkomödie und das Regiedebüt von Joe Cornish. Der Film ist außerdem der Debütfilm von John Boyega. Weitere Darsteller sind unter anderem Nick Frost und Jodie Whittaker. In Deutschland wurde der Film erstmals am 24. August 2011 im Rahmen des Fantasy Filmfests gezeigt.

## Handlung
Der Film spielt in einer heruntergekommenen Siedlung mit Sozialwohnungen in Brixton, South London, den sogenannten Ends. Jugendbanden terrorisieren die Einwohner und die Nachbarschaft und die Polizei schaut nur selten vorbei. Es ist Guy Fawkes Night und es finden etliche Feuerwerke statt. Hauptcharaktere sind die Jugendlichen Moses und seine Bande, bestehend aus Pest, Dennis, Jerome und Biggz. Alle leben im gleichen Häuserblock und fürchten nur den Gangleader Hi-Hatz, der Moses als Drogendealer anlernen will. Während Moses’ Gang die Krankenschwester Sam überfällt, fällt ein feuriges Objekt vom Himmel und stürzt neben ihnen durch das Dach eines geparkten Autos. Als sie es sich näher ansehen, entdecken sie eine Kreatur, die Teil des Meteors war, und töten sie.
Kurze Zeit später tauchen weitere Außerirdische auf und die Gang muss sich gegen sie verteidigen. Sie ziehen sich in den Block zurück, der von den Außerirdischen angegriffen wird. Die riesigen Außerirdischen sehen aus wie eine Mischung aus Wölfen und Gorillas ohne Augen, mit pechschwarzem, dichtem Fell und einem grell leuchtenden Raubtiergebiss voller Fangzähne. Pest wird bei der Flucht von einem Außerirdischen ins Bein gebissen, woraufhin sie zufällig die Krankenschwester wieder treffen, die widerwillig den Verletzten versorgt, während sich die Gang in ihrer Wohnung verschanzt.
Während eines Angriffs der Außerirdischen auf die Wohnung und der darauf folgenden Flucht werden Dennis und Jerome getötet. Die Überlebenden können in die 19. Etage in die „Grasbude“ fliehen, eine Hanfplantage, die mit starken Türen gesichert ist. Hier hat der Plantagenbetreiber Ron etliche Lampen aufgestellt, die UV-Licht ausstrahlen. Zufällig entdecken sie die Duftspuren an Moses’ Kleidung, weil diese unter UV-Licht leuchten. So stellt es sich heraus, dass das getötete Alien ein Weibchen war und die anderen Außerirdischen Männchen sind, die vom Duft des Weibchens angelockt werden. Da Moses und andere während des Angriffs auf das Weibchen mit dem Pheromon in Berührung gekommen waren, werden sie von den Männchen verfolgt. Daraufhin entwickeln sie einen Plan, die Außerirdischen von der Gruppe wegzulocken und auszulöschen.
Sam, die keinerlei Anhaftungen des Pheromons hat, verlässt zuerst die Zuflucht und kommt ungehindert an den Außerirdischen vorbei in Moses’ Wohnung, wo sie alle Gashähne öffnet. Moses, der sich für den ganzen Schlamassel verantwortlich fühlt, ist bereit sich für seine Freunde und den Block zu opfern. Er bittet Sam um Verzeihung und rennt, nachdem Sam ihm ein Zeichen gegeben hat, mit dem toten Weibchen auf dem Rücken geschnallt von den Außerirdischen verfolgt in seine Wohnung und wirft den Leichnam auf den Boden. Mit Feuerwerksraketen entzündet er das ausströmende Gas und tötet so die Außerirdischen. Sich selbst rettet er mit einem Sprung vom Balkon.
Die angerückte Polizei verhaftet Moses und weitere Personen unter anderem wegen des Überfalls auf Sam. Während Moses abgeführt wird, skandieren Anwohner des Blocks seinen Namen.

## Produktion

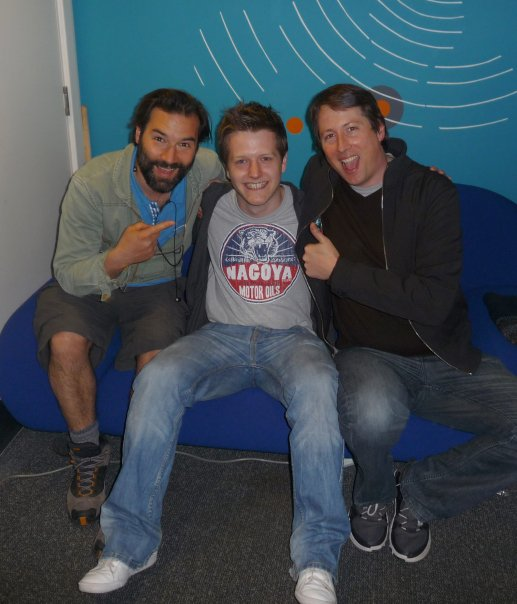
Regisseur Joe Cornish (rechts)

Sony Pictures Screen Gems ist für die Distribution in den Vereinigten Staaten zuständig. Ein Veröffentlichungstermin wurde jedoch zunächst nicht bekannt gegeben. Es wurde befürchtet, dass die amerikanischen Zuschauer den starken South London Akzent nicht verstehen und eventuell Untertitel nötig sind. Cornish räumte das ebenfalls während einer Fragerunde ein. Als er die Frage stellte: „Kann ich euch etwas fragen? Amerikanische Distributoren sind nervös wegen der Sprache, dem Jargon: Konntet ihr es verstehen?“ Die Anwesenden „riefen widerhallend ja“.
Der Film erschien im Vereinigten Königreich am 13. Mai 2011. In den deutschen Kinos lief er am 22. September 2011 an. In den USA feierte er beim Festival South by Southwest (SXSW) in Austin, Texas am 12. März 2011 Premiere und lief ab dem 29. Juli 2011 in einigen Kinos. Der Film spielte bei einem Produktionsbudget von 13 Mio. US-Dollar weltweit circa 5,8 Mio. US-Dollar ein, den größten Teil davon mit 4,0 Mio. US-Dollar im Vereinigten Königreich.

## Kritiken
Die ersten Kritiken waren sehr positiv. Nach der SXSW-Aufführung bewertete Scott Wampler von The Examiner den Film mit einem A+ und schrieb, dass es der beste Film des Festivals war und stellte eine Verbindung zu anderen Regiedebüts wie Neill Blomkamps District 9 und Quentin Tarantinos Reservoir Dogs – Wilde Hunde her. Matt Patches von CinemaBlend.com sagte: „Attack the Block, selbst mit seinem kleinen Maßstab, kann zu einem der besten Actionfilme des Jahres werden.“ IGN vergab vier Sterne und lobte Cornishs Regieleistung. Der Film besitzt 90 Prozent positive Kritiken bei Rotten Tomatoes.
Der film-dienst bemängelte in seiner Septemberausgabe 2011 den mangelnden Humor des Films, „die Balance zwischen Komödie und Action [sei] eindeutig Richtung letzterer verschoben“. Er funktioniere jedoch „gar nicht so schlecht“, „wenn man sich erst einmal an die Ernsthaftigkeit sowie an die eingestreuten (nicht immer geglückten, weil verkrampft wirkenden) komödiantischen Einlagen gewöhnt“ habe. Die Außerirdischen „seien ein wirkungsvoller und klug eingeführter Angstmacher, die bei den zunächst recht unsympathischen Protagonisten schmerzhafte Wunden hinterlassen.“ Das abschließende Fazit lautete: „Während sich Hollywood im Genrefilm weiterhin auf ermüdenden Zitaten-Filmen ausruht, kommen neue Ideen also weiterhin aus Europa und Übersee.“ Critic.de lobte den Film dagegen für seine „gekonnte, fein austarierte Mischung zwischen coolen Sprüchen, schneller Action, schrägem Humor und seiner subtilen Doppelbödigkeit“. Diese Zutaten seien für das Gelingen von Attack the Block wesentlich.